# Sántos
Sántos község Somogy vármegyében, a Kaposvári járásban.

## Fekvése
Kaposvár közvetlen közelében, a 66-os főúton, Szentbalázs és Cserénfa szomszédságában fekszik; dél felé itt ágazik ki a főútból a Bőszénfáig vezető 6621-es út. Aki északi irányból, Kaposvár, illetve a 61-es főút felől közelíti meg a községet, gyakorlatilag itt lép be a Zselicségbe, ilyen értelemben tehát a Zselic kapujának tekinthető.
Valamikor tipikus egy utcás község volt, ma 3 utcája van. A 66-os útra épült a Fő utca, a falu déli végénél erről az utcáról nyílik a kelet-nyugati fekvésű Magyar utca (korábban, a „keresztelése” előtt Csutás utcának csúfolták, mivel az utcát szilárd burkolat nem fedte, a megfelelő közlekedés érdekében kukoricacsutával fedték le). A falu északi végén nyílik az Új utca. Nevéből is sejthető, ez a község legfiatalabb utcája. Párhuzamosan fut a 66-os úttal, oda két helyen is betorkollik.

## Története

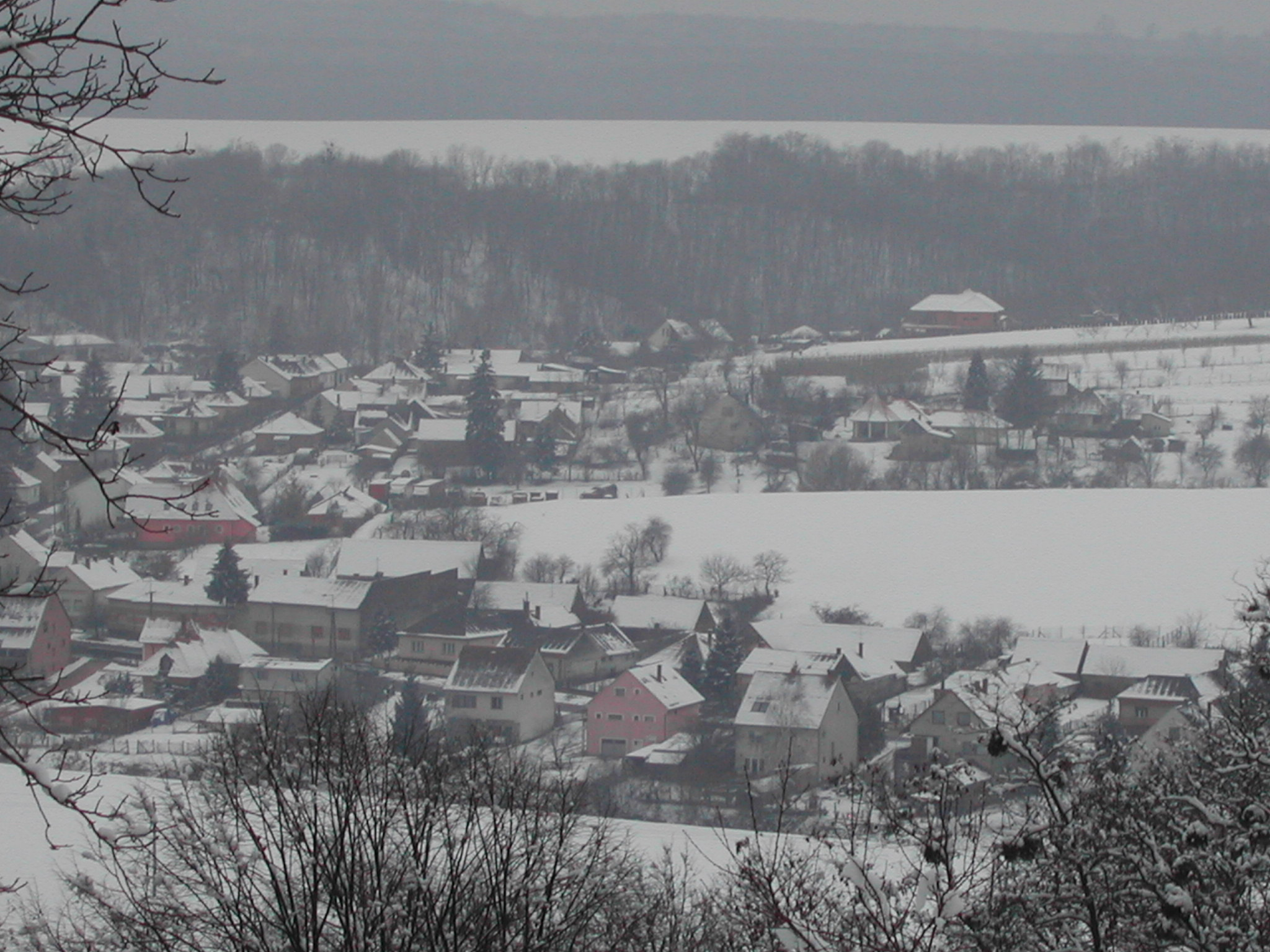
Sántos télen

Sántos nevét csak a törökök kiűzése utáni korszaktól kezdve említik az oklevelekben. 
Egy 1703 előtti időből való összeírás szerint puszta és Festetics Pál birtoka volt. 1715-ben 7 háztartást írtak benne össze és ekkor felerészben Festetics Pál, felerészben pedig gróf Esterházy József birtoka volt és 1733-tól az újabb korig a herceg Esterházy-féle hitbizományé volt. 
A 20. század elején Somogy vármegye Kaposvári járásához tartozott.
1910-ben 531 lakosából 512 magyar, 16 német volt. Ebből 523 római katolikus, 5 református volt.
2012. október 29-én a falu külterületén lévő erdőben történt a Szita Bence-gyilkosság.

## Közélete

### Polgármesterei
- 1990–1994: Antalné Keresztes Mária (független)[3]
- 1994–1998: Antalné Keresztes Mária (független)[4]
- 1998–2002: Horváth József (független)[5]
- 2002–2006: Horváth József (független)[6]
- 2006–2010: Horváth József (független)[7]
- 2010–2014: Tóth Imre (független)[8]
- 2014–2019: Antalné Keresztes Mária Margit (független)[9]
- 2019–2024: Pohner Attila (független)[10]
- 2024– : Pohner Attila (független)[1]

## Népesség
A település népességének változása:
| Lakosok száma | 531  | 543  | 536  | 489  | 465  | 455  | 463  |
|               | 2013 | 2014 | 2015 | 2021 | 2022 | 2023 | 2024 |

A 2011-es népszámlálás során a lakosok 73%-a magyarnak, 1,3% cigánynak, 0,9% németnek mondta magát (27% nem nyilatkozott; a kettős identitások miatt a végösszeg nagyobb lehet 100%-nál). A vallási megoszlás a következő volt: római katolikus 42,4%, református 3,1%,  görögkatolikus 0,2%, felekezet nélküli 15,3% (37,6% nem nyilatkozott).
2022-ben a lakosság 93,1%-a vallotta magát magyarnak, 0,6% németnek, 0,2% cigánynak, 2,2% egyéb, nem hazai nemzetiségűnek (6,9% nem nyilatkozott; a kettős identitások miatt a végösszeg nagyobb lehet 100%-nál). Vallásuk szerint 47,5% volt római katolikus, 2,8% református, 0,6% egyéb keresztény, 3,4% egyéb katolikus, 8,6% felekezeten kívüli (37% nem válaszolt).

## Nevezetességei
Kis, és relatív fiatal település lévén sem komoly tradíciói, sem nagy múlttal rendelkező épületei nincsenek. Az egyetlen régi középület a harangláb, amely eredetileg, a környék más kistelepüléseihez hasonlóan magában, kápolna, vagy templom nélkül épült. Ám a sántosiak templomot építtettek hozzá, melynek alapkövét Göncz Árpád, az ország akkori köztársasági elnöke a helyi elöljárókkal együtt tette le. Sántoson nyílt meg az országban az első Posta ügynökség, amely mind a mai napig üzemel. A környékbeli falvak közül elsőként itt vezették be a vezetékes földgázt.